# Pustolovine Toma Sawyera
Pustolovine Toma Sawyera je roman kojeg je napisao Mark Twain. Roman je objavljen 1876., a pisan tri godine (od 1872. do 1875.) Ima i nastavak, no Tom Sawyer, urota nije završen.
Glavni likovi su Tom Sawyer, Hucklebery Finn i Becky, a sporedni teta Polly, Crveni Joe, Sid, Mary...

## Sadržaj
U gradiću Petersburgu živio je jedan dječak imenom Tom. Njega je odgajala teta Polly, majčina sestra, jer mu je majka umrla. Bio je nestašan. Jednoga je dana teta Polly otkrila da je Tom jeo pekmez u smočnici, usprkos njenoj zabrani. Ipak, Tom je bio lukav i prevarivši tetu Polly, otiđe na kupanje. Teta Polly mu je sljedećeg dana, u subotu, naredila da oboji ogradu. To mu je bilo dosadno pa je nudio dječacima koji su ga sreli da oboje ogradu, pritom govoreći da je to zabavno. Uskoro je ograda bila obojena.

## Neki likovi
- Tom Sawyer (pravo ime Thomas Sawyer) nije imao majku, pa se o njemu brinula majčina sestra, koju je on zvao teta Polly. On je vrlo neposlušan prema njoj i ponekad joj laže, ali je i pustolovna duha te dobar, pametan i plemenit. Korištenje njegova pravog imena često mu je značilo nesreću (osobito u školi, gdje je često dobivao batine od učitelja).

- Hucklebery Finn je sin pijanca. Njegova je odjeća sva u dronjcima i ne ide u školu, no, unatoč tome, plemenit je i dobar.

- Becky je plačljiva djevojčica koja se ponekad naljuti na Toma, koji se u nju zaljubio.

- Mary je Tomova starija rođakinja, i kći tete Polly. Odlična je učenica koja je na vjeronauku jednom osvojila Bibliju.

- Sid je Tomov mlađi polubrat.

- Indijanac Joe je ubojica i kriminalac koji je prevario Muffa Pottera.

- Teta Polly je preuzela brigu za Toma kad mu je majka umrla i otada od njega pokušava napraviti pristojnog dječaka, pa mu često daje batine.

- Muff Potter je naivni pijanac koji je smatrao da mu je Indijanac Joe prijatelj.